# Aleksandra Pospelova
Aleksandra Romanovna Pospelova (Moskou, 22 april 1998) is een tennisspeelster uit Rusland.
Pospelova begon op vijfjarige leeftijd met tennis.
In 2015 won zij samen met Viktória Kužmová het meisjesdubbelspeltoernooi van het US Open.